# Welterbe in Myanmar

Zum Welterbe in Myanmar gehören (Stand 2019) zwei UNESCO-Welterbestätten des Weltkulturerbes. Myanmar ist der Welterbekonvention 1994 beigetreten, die bislang letzte Welterbestätte wurde 2019 in die Welterbeliste aufgenommen.

## Welterbestätten
Die folgende Tabelle listet die UNESCO-Welterbestätten in Myanmar in chronologischer Reihenfolge nach dem Jahr ihrer Aufnahme in die Welterbeliste (K – Kulturerbe, N – Naturerbe, K/N – gemischt, (G) – auf der Liste des gefährdeten Welterbes).
| Bild             | Bezeichnung                       | Jahr | Typ | Ref. | Beschreibung |
| ---------------- | --------------------------------- | ---- | --- | ---- | --- |
| (weitere Bilder) | Historische Städte der Pyu (Lage) | 2014 | K   | 1444 | umfasst die Ruinenstädte Sri Ksetra, Halin und Beikthano-myo des Volks der Pyu, das im ersten nachchristlichen Jahrtausend eine der ersten Hochkulturen in Südostasien bildete. |
| (weitere Bilder) | Bagan (Lage)                      | 2019 | K   | 1588 | historische Königsstadt des 9. bis 13. Jahrhunderts im Distrikt Nyaung U mit über zweitausend erhaltenen Sakralgebäuden aus Ziegelstein                                         |

## Tentativliste
In der Tentativliste sind die Stätten eingetragen, die für eine Nominierung zur Aufnahme in die Welterbeliste vorgesehen sind.
Derzeit (2018) sind 16 Stätten in der Tentativliste von Myanmar eingetragen, die letzte Eintragung erfolgte 2018. Die folgende Tabelle listet die Stätten in chronologischer Reihenfolge nach dem Jahr ihrer Aufnahme in die Tentativliste.
| Bild                                | Bezeichnung                                                    | Jahr | Typ | Ref. | Beschreibung |
| ----------------------------------- | -------------------------------------------------------------- | ---- | --- | ---- | --- |
| Holzklöster der Konbaung-Zeit       | Holzklöster der Konbaung-Zeit                                  | 1996 | K   | 821  | |
| Padah-Lin und zugehörige Höhlen     | Padah-Lin und zugehörige Höhlen                                | 1996 | K   | 822  | |
| Stupa in Mingun                     | Antike Städte des Oberen Myanmar                               | 1996 | K   | 823  | umfasst Innwa, Amarapura, Sagaing, Mingun, Mandalay |
| (weitere Bilder)                    | Archäologisches Gebiet und Monumente von Mrauk U (Lage)        | 1996 | K   | 824  | |
| (weitere Bilder)                    | Inle-See (Lage)                                                | 1996 | K   | 825  | |
| Pagode in Bago                      | Mon-Städte Bago und Hanthawaddy                                | 1996 | K   | 826  | die von dem Volk der Mon errichteten Städte Bago und Hanthawaddy liegen beide auf dem Gebiet der heutigen Stadt Bago. |
| Irrawaddy-Flussbett                 | Irrawaddy-Flussbett                                            | 2014 | N   | 5870 | |
| Hkakabo-Razi-Landschaft             | Hkakabo-Razi-Landschaft                                        | 2014 | N   | 5871 | Der Bergwaldkomplex umfasst ein etwa 11.280 km² großes Gebiet mit dem den Berg Hkakabo Razi umgebenden Hkakabo-Razi-Nationalpark einschließlich einer geplanten Erweiterung und dem daran angrenzenden Hponkan-Razi-Wildschutzgebiet |
| (weitere Bilder)                    | Indawgyi Lake Wildlife Sanctuary                               | 2014 | N   | 5872 | |
| BW                                  | Natma Taung National Park (Lage)                               | 2014 | N   | 5873 | |
| Myeik-Archipel                      | Myeik-Archipel                                                 | 2014 | N   | 5874 | |
|                                     | Hukaung-Valley-Wildschutzgebiet                                | 2014 | N   | 5875 | |
|                                     | Taninthayi-Waldkorridor                                        | 2014 | N   | 5876 | |
|                                     | Paläontologische Stätte des anthropoidischen Pondaung Primaten | 2018 | K   | 6366 | |
| Shwedagon Pagodaon Singuttara Hügel | Shwedagon Pagodaon Singuttara Hügel                            | 2018 | K   | 6367 | |